# Carmelo Bongiorno
Carmelo Bongiorno (Catania, 28 giugno 1960) è un fotografo e docente italiano.

## Biografia
Nato e cresciuto a Catania, comincia a interessarsi di fotografia nel 1978, quando inizia a realizzare i primi scatti in bianco e nero di alcune zone della sua isola natale. Dopo gli studi universitari, fonda nel 1982, insieme agli amici e colleghi Carmelo Nicosia e Carmelo Mangione, il gruppo di sperimentazione artistica Gruppo Fase, allo scopo di condurre un esperimento artistico sulla base di un uso non convenzionale della tecnica fotografica.
Nel 1989 vince l'European Kodak Award for Photography, premio riconosciutogli dal festival Rencontres d'Arles, e nel 1992 pubblica la sua prima monografia dal titolo Luoghi privati, pubblicato dal museo di fotografia Ken Damy di Brescia. Nel 1993 è protagonista insieme ad altri fotografi, tra cui Raymond Depardon e Jeanloup Sieff, di un progetto collettivo dal titolo Les Routes du Lait, esposto alla bibliothèque nationale de France e pubblicato da Éditions Contrejour.
Nel 1997 pubblica il suo secondo libro dal titolo L'isola intima, con una prefazione di Franco Battiato, che racconta di un viaggio nei luoghi più particolari della Sicilia attraverso una serie di fotografie scattate nell'arco di sette anni.
Nel 2001 pubblica Bagliori e nel 2002 gli viene dedicata una mostra dei suoi lavori fotografici dalla Galerie du Château d'eau di Tolosa. Nel 2003 inoltre viene invitato ad una mostra dedicata a Italo Calvino presso la Triennale di Milano dal titolo Le città invisibili.
Nel 2008 realizza Note di luce, una mostra fotografica dedicata al mondo della musica colta esposta al Teatro Bellini di Catania.
Nel 2010 per la Biennale di Brescia realizza l'antologica Carmelo Bongiorno 1985-2010 e il relativo catalogo, nello stesso anno pubblica il volume Voci.
Nel 2011 la Fondazione Alinari per la Storia della Fotografia gli commissiona Synthesis, una ricerca sul tema dei trapianti d'organo che diverrà un libro e una mostra, e nello stesso anno viene invitato da Italo Zannier ad esporre al Padiglione Italia della 54ª Biennale Internazionale d’Arte di Venezia.
Sempre nel 2011 è protagonista de La nuova Scuola di Fotografia Siciliana, mostra e volume presentati ad Acireale e quindi alla Fondazione Stelline di Milano.
Dal 2014, parallelamente a Catania, è docente di prima fascia di Fotografia all'Accademia di belle arti di Palermo.
Nel 2018 è presente con alcune pagine nel volume Storia essenziale della Fotografia, edito Postcart, ed è uno degli autori della mostra "Terre des îles" alla Polka Galerie di Parigi, con Sebastiao Salgado, William Klein e Daido Moriyama.
Nel 2020 presenta il suo nuovo e travagliato lavoro Tagli, un percorso intimo e universale sul tema del dolore e del distacco, 36 dittici di grandi dimensioni in mostra al "Centro internazionale di fotografia a Palermo" diretto da Letizia Battaglia e un nuovo libro con prefazione di Mario Cresci e di Franco Battiato.
Nel 2021 pubblica il libro Aria, l'emozione di un respiro, un lavoro di ricerca sul tema della pandemia di COVID-19 e della riabilitazione al respiro.
Nel 2022 è direttore della fotografia del docufilm "Il Sud non ha bisogno di lacrime" presentato a Roma all'Accademia dei Lincei, nel 2024 è tra gli autori della mostra "Solo che amore ti colpisca" tenutasi al Real Albergo delle Povere a Palermo e nel 2025 espone TAGLI alla Galleria Carta Bianca di Catania.

## Opere
- Luoghi privati, Brescia, museo di fotografia Ken Damy, 1992.
- Les Routes du lait: Un voyage photographique, Parigi, Éditions Contrejour, 1994.
- L'isola intima. Riflessi di un itinerario siciliano, Prefazione di Franco Battiato, Torino, SEI, 1997.
- Bagliori, Milano, Federico Motta Editore, 2001.
- Carmelo Bongiorno photographies, Toulouse, Éditions du Château d’Eau, 2001.
- Note di luce. Viaggio nell'anima del Teatro Massimo Bellini, Castel Bolognese, Itacalibri, 2008.
- Carmelo Bongiorno 1985/2010, Brescia, Edizioni Agnellini Arte Moderna, 2010.
- Voci, Roma, Postcart Editrice, 2010.
- La Nuova Scuola di Fotografia Siciliana, Milano, Silvana Editoriale, 2011.
- Tagli, Roma, Postcart Editrice, 2020.
- Aria, l'emozione di un respiro, Roma, Postcart Editrice, 2021.